# Dampiera stenophylla
Dampiera stenophylla är en tvåhjärtbladig växtart som beskrevs av Kurt Krause. Dampiera stenophylla ingår i släktet Dampiera, och familjen Goodeniaceae. Inga underarter finns listade i Catalogue of Life.